# Música instrumental
Trio de instrumentistas russas.
A expressão música instrumental distingue toda música produzida exclusivamente por instrumentos musicais. Porém, ao contrário do que parece, a música instrumental não é necessariamente desprovida da voz e do canto. Em alguns casos, como  "Taiane", do brasileiro Hermeto Pascoal, ou "The Great Gig in the Sky", da banda inglesa de rock progressivo Pink Floyd, a voz é usada como instrumento musical.

## História
Até o início do século XVI, os instrumentos musicais eram usados apenas para acompanhar os cantos ou marcar o compasso das músicas. 
A partir disso, as composições instrumentais foram ficando cada vez mais frequentes até que, durante o período barroco, a música instrumental passou a ter importância igual à vocal. Foi durante o período clássico (da música), porém, compreendido entre os anos de 1750 e 1810, que a música instrumental passou a ter importância maior do que a vocal, devido ao aperfeiçoamento dos instrumentos e ao surgimento das orquestras.

## No Brasil
A música popular brasileira moldou-se a partir de todas estas fontes, bem como das influências da música africana, trazida por negros de vários lugares, e também da música indígena de diversas regiões. Historiadores da música afirmam que a modinha (da Europa) e o lundu (da África) são as grandes influências da música popular brasileira e, juntamente com o schottish, a valsa, o tango e a polca, são grandes influências também para o choro, que é essencialmente instrumental, e considerado o primeiro gênero popular urbano do Brasil. Os principais instrumentos utilizados no choro são o violão de 7 cordas, violão, bandolim, flauta, cavaquinho e pandeiro.
Entre os chorões solistas, talvez os mais conhecidos sejam Garoto (1915-1955), Waldir Azevedo (1923-1980), Luperce Miranda (1904-1977), Pixinguinha (1898-1973), Copinha (1910-1984), Benedito Lacerda (1903-1958), Dilermando Reis (1916-1977), Jacob do Bandolim (1918-1969), Tia Amélia (1897-1983) e Luís Americano (1900-1960), e seus principais choros "Desvairada", "Lamentos do Morro" e "Amoroso", "Brasileirinho" e "Pedacinho do Céu", "Odeon", "Lamento", "1 x 0", "André de Sapato Novo" (com Pixinguinha) e "Jurity", "Brejeiro", "Noites Cariocas" e "Flor do Abacate", "Bordões ao Luar" e "Intrigas no Boteco do Padilha", respectivamente. Embora geralmente conhecidos pelo Choro, a grande maioria dos Chorões compôs músicas instrumentais em outros gêneros, como Chiquinha Gonzaga com o maxixe "Gaúcho (Corta-Jaca)" e a polca "Atraente" ou Pixinguinha com a valsa "Rosa".
O samba, que, registrado desde aproximadamente 1838, sairia dos morros à condição de representante da música popular brasileira apenas por volta do ano de 1917, também conta com composições instrumentais. Pouco diferente do samba cantado, o samba instrumental utiliza-se como principais instrumentos o piano e o violão, além dos tradicionais instrumentos de percussão, incluindo o berimbau. Embora derive das mesmas influências, o samba-jazz é pouco semelhante à bossa nova, sendo criado como uma evolução desta, que ao final da década de 1950 apareceu com as primeiras gravações de João Gilberto. Como em praticamente todos os gêneros, temos também na Bossa Nova, várias composições instrumentais, como a versão de "Corcovado", de Tom Jobim, tocada pelo americano Charlie Byrd.
A década de 1960 trouxe o tropicalismo e, com ele, artistas como Pepeu Gomes, do conjunto musical Novos Baianos. Pepeu Gomes, guitarrista e compositor, chegou a ser considerado um dos dez melhores guitarristas do mundo pela revista americana Guitar World, tendo várias composições instrumentais. Seus álbuns "Geração de Som" e "Instrumental On the Road" são completamente instrumentais.
Em 1964, o produtor J. T. Meirelles formou a banda "Copa 5", cujo primeiro álbum, denominado "O Som", foi decisivo na construção de uma vertente do samba instrumental que se convencionou a chamar "samba-jazz". Embora se utilizasse das mesmas influências da bossa nova (principalmente o samba, o jazz e o blues), o samba-jazz fora criado com objetivo de se distanciar e rejuvenescer a bossa.
Os anos 1970 marcam a chegada de um dos maiores compositores da música instrumental, Hermeto Pascoal. Hermeto que, desde os quatorze anos tocava nas rádios com seu irmão, teve seu primeiro álbum solo gravado no ano de 1971. Entras as faixas deste álbum, destaca-se "Velório", na qual Hermeto recria sonoramente um enterro, como aqueles que assistira em sua terra natal, incluindo para isso 36 garrafas, que, com afinações diferentes, foram tocadas por alguns dos melhores flautistas americanos. Antes disso, porém, no mesmo ano, uma composição de Hermeto havia recebido excelente julgamento de críticos ingleses, que a colocaram entre as melhores músicas de 1971. A composição "Gaio da Roseira", lançada no LP de Airto Moreira, tinha letra de seus pais, que, trinta anos antes, cantavam-na durante os trabalhos da roça. A música teve o arranjo totalmente composto por Pascoal.

## Outras composições

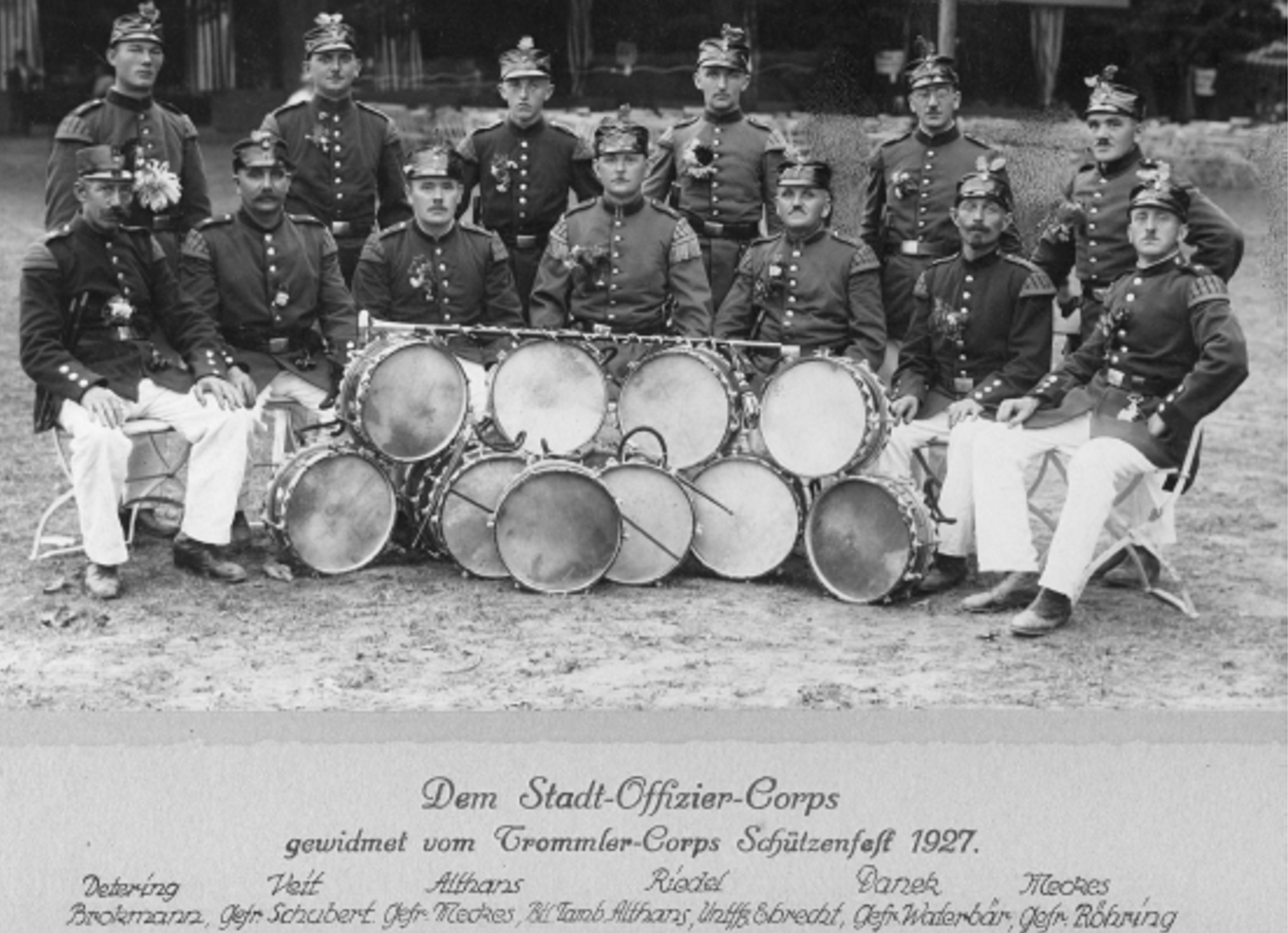
Um grupo instrumental alemão de 1927 composto exclusivamente por tambores

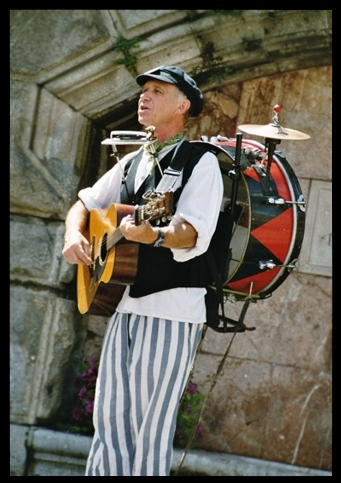
Homem-orquestra inglês Mike Marriott.

- Journey to the Centre of the Earth - Rick Wakeman
- Hyde Park (Esporte Espetacular) - Carnaby Street and the Pop Orchestra
- Tema da Vitória (Ayrton Senna) - Orquestra Som Livre
- Tema de Eva - Taiguara
- Choro de Pai - Beto Guedes
- A Picture of You - Rick Wakeman
- 1984 - Rick Ross
- Luzes da Ribalta (da novela Fera Radical) - Charles Chaplin
- Somewhere In Time (do filme "Em Algum Lugar do Passado") - Leila Pinheiro (no piano e órgão)
- Wave - Tom Jobim
- Meditação - Tom Jobim
- O Amor em Paz - Tom Jobim
- Adeus Muchachos (da novela Despedida de Solteiro) - Ayrton Senna
- Third Man Theme- Anton Karas (tema do filme de 1949, tocado na cítara)[1][2]
- Down Yonder- Del Wood (originalmente composta por L. Wolfe Gilbert em 1921 e gravada pela primeira vez pelo Peerless Quartet)[3][4]
- Sleep Walk- Santo & Johnny[5]
- Theme From The Apartment- Ferrante & Teicher[6]